# Soviet Life
Soviet Life war eine Zeitschrift, die von 1956 bis 1991 in den Vereinigten Staaten und von der Sowjetunion herausgegeben wurde.
Die Zeitschrift wurde im Oktober 1956 erstmals veröffentlicht; bis 1964 unter dem Namen The USSR. Sie entstand aufgrund einer bilateralen Vereinbarung zwischen der Sowjetunion und den Vereinigten Staaten. Im Gegenzug zur Soviet Life veröffentlichten die Vereinigten Staaten in der Sowjetunion die Zeitschrift Amerika. Die Auflage war auf etwa 30.000 Exemplare begrenzt. Ende der 1980er Jahre stieg die Verbreitung auf 50.000 Leser. Die Zeitschrift wurde 1991 eingestellt und erschien in Washington, D.C., Vereinigte Staaten.
Als Nachfolger von Soviet Life wurde Anfang 1993 Russian Life als Kooperation zwischen der staatlichen russischen Nachrichtenagentur Novosti als Herausgeber und dem Verlag Rich Frontier Publishing erstveröffentlicht. 1995 endete die russische Staatsbeteiligung, als Novosti die Zeitschrift an das private Unternehmen Russian Information Service aus Vermont, Vereinigte Staaten, verkaufte. Seitdem ist das Magazin in rein privatwirtschaftlicher Hand.